# Barkal
Barkal är ett underdistrikt i Bangladesh. Det ligger i den sydöstra delen av landet, 220 kilometer öster om huvudstaden Dhaka.
I omgivningarna runt Barkal växer huvudsakligen savannskog. Runt Barkal är det ganska tätbefolkat, med 70 invånare per kvadratkilometer.